# サカツラガン
サカツラガン（酒面雁、Anser cygnoid、学名：Anser cygnoid Linnaeus, 1758)
）は、カモ目カモ科マガン属に分類される鳥類の1種。

## 分布
カザフスタン、モンゴル、ロシア南東部、中国、北朝鮮、韓国、日本に分布する。
夏季にカザフスタン、中国北東部、モンゴル南部、ロシア南東部で繁殖し、冬季になると中国南部（主に鄱陽湖）や朝鮮半島（主に漢江）で越冬する。日本では冬季に越冬のため不規則にごく少数が飛来する（まれな冬鳥もしくは迷鳥）。

## 形態
全長81-94センチメートル。翼長オス45-60センチメートル、メス37.5-44センチメートル。翼開張153-185センチメートル。体重3.2キログラム。種小名cygnoidは「cygnus（ハクチョウ）に似た」の意で、英名（swan=ハクチョウ）や中国名（鴻=ハクチョウ）とほぼ同義。頸部は細長い。上面の羽衣は赤褐色、頬から喉にかけての羽衣は淡褐色、頸部から胸部の羽衣は白、胸部から腹部の羽衣は褐色。頬の羽毛が橙色を帯びる個体もいて飲酒して紅潮したように見えることが和名の由来。体上面の羽毛の羽縁（羽縁）は淡色。額から嘴基部にかけて白い羽毛で被われる。尾羽基部を被う羽毛（上尾筒、下尾筒）の色彩は白い。尾羽の色彩は黒褐色で、先端や外側尾羽は白い。
嘴は大型で細長く、色彩は黒い。後肢の色彩は橙色。
幼鳥は額の白色部がない。

## 生態
河川や湖沼、湿原、河口、干潟などに生息する。
食性は植物食で、植物の茎、葉、根、種子などを食べる。繁殖地では植物の茎、葉、根を食べ、越冬地では主に水生植物（セキショウモ、マコモなど）の根や種子を食べる。
繁殖形態は卵生。水辺の地表に草を積み重ねた巣を作り、4-5月に5-6個の卵を産む。メスのみが抱卵し、抱卵期間は28-30日。メスが抱卵中は、オスが巣の周囲を防衛する。雛は孵化してから75-90日で飛翔できるようになる。

## 人間との関係
中華人民共和国では本種が家禽化（シナガチョウ）された。嘴が橙色でコブがあるものは、家禽化されたシロガチョウ。

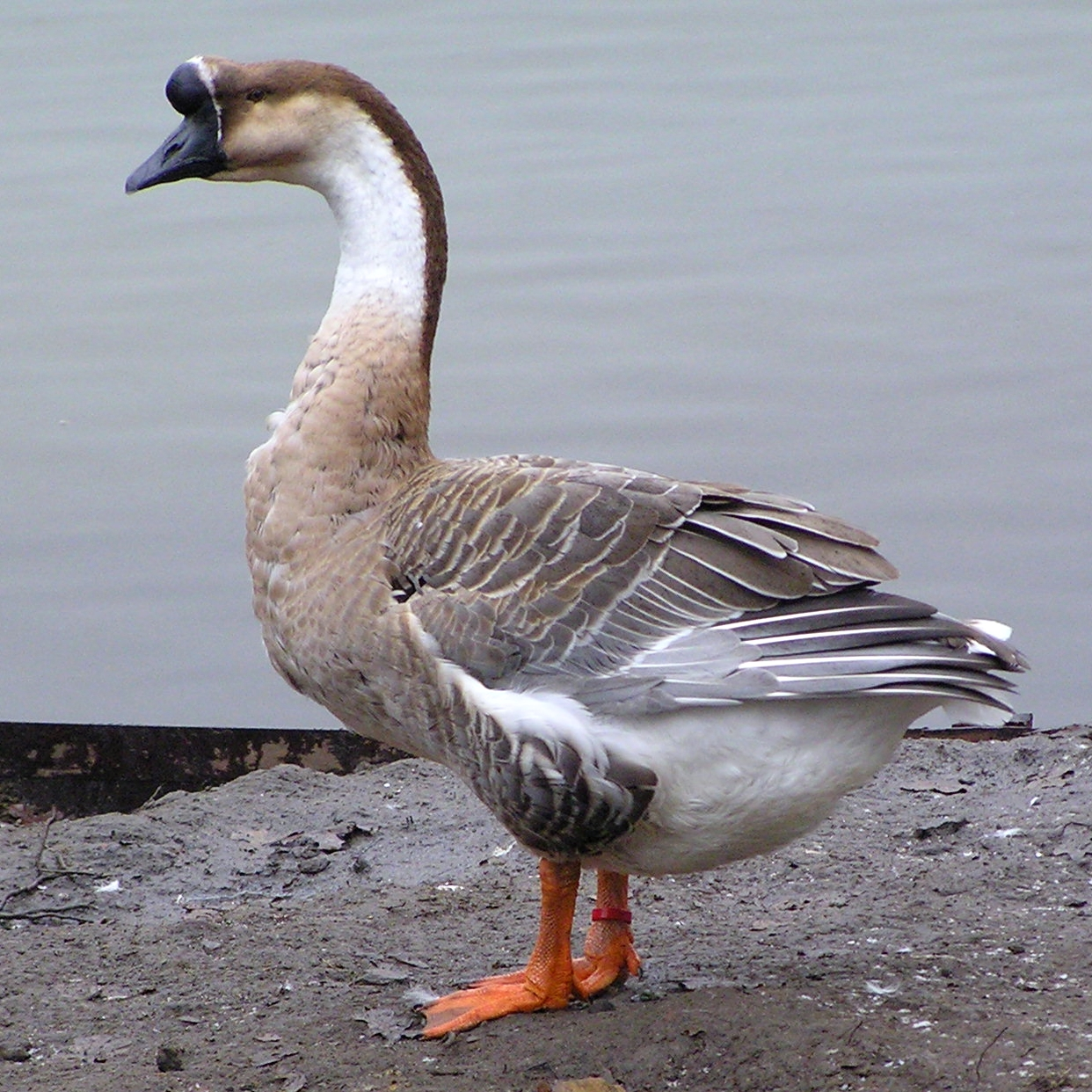
シナガチョウ
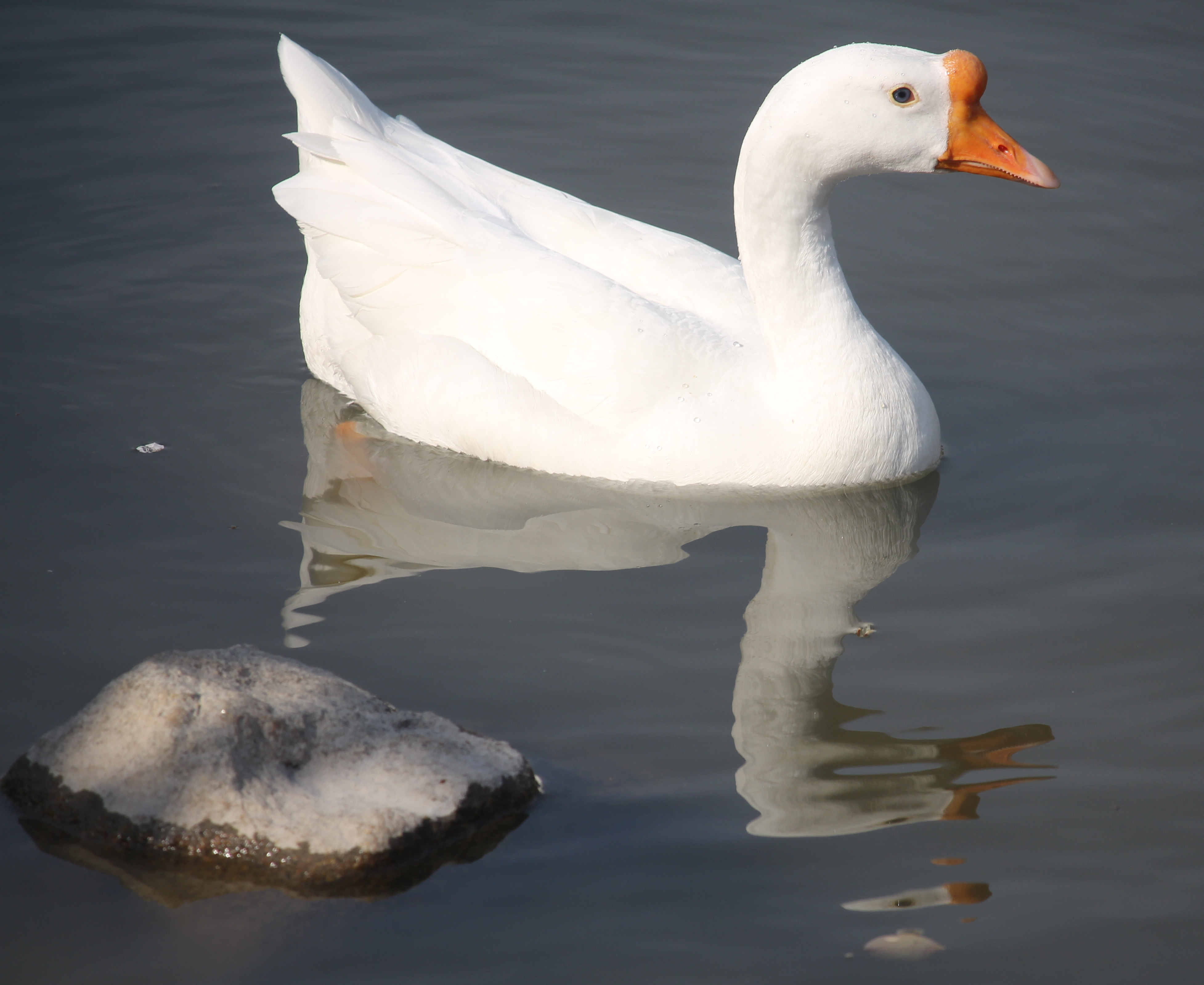
シロガチョウ
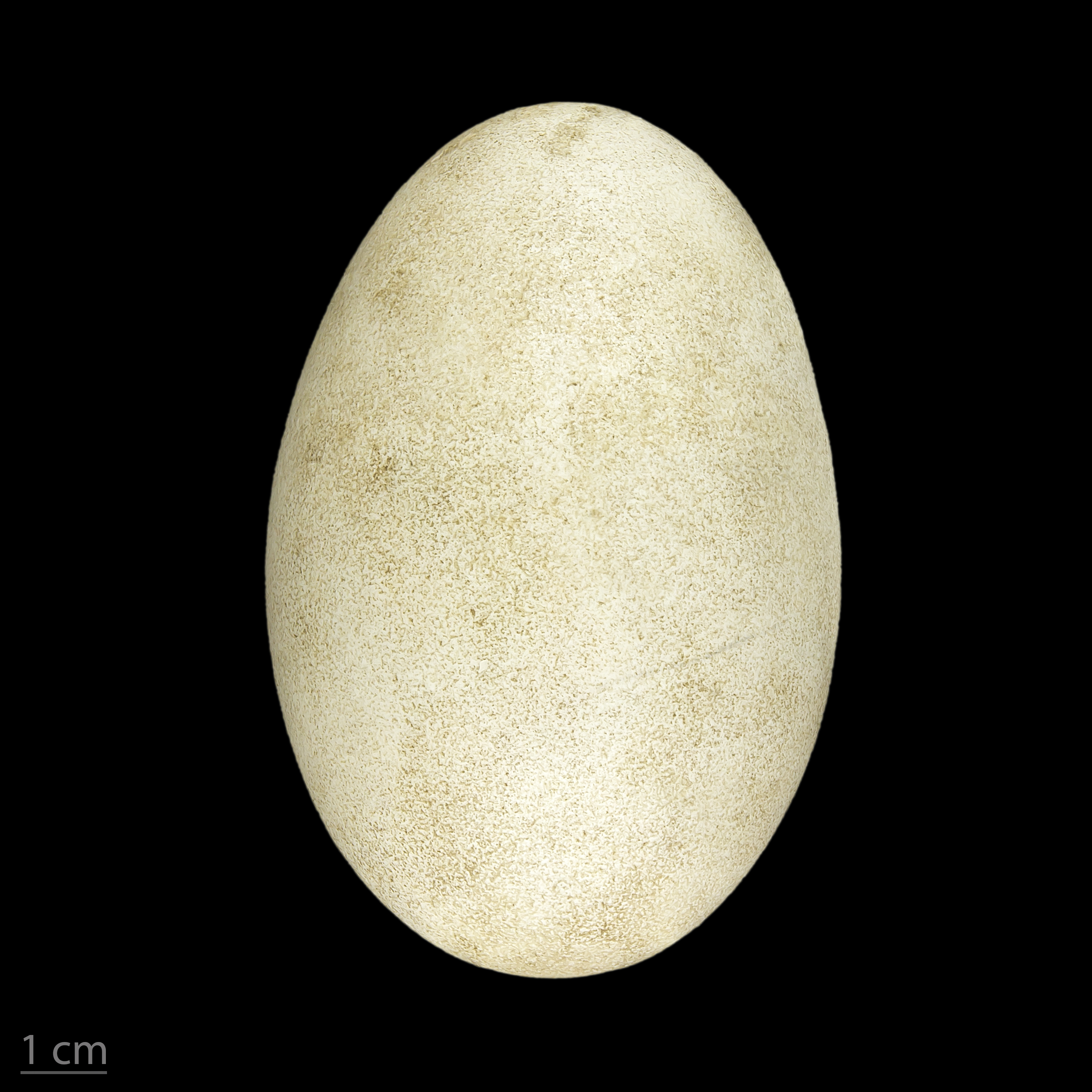
Museum specimen

## 種の保全状況評価
国際自然保護連合（IUCN）により、レッドリストの危急種（VU）の指定を受けている。個体数は安定減少傾向にある。開発による越冬地の破壊や狩猟などにより生息数は激減している。以前は長江中流域および下流域にも多数の個体が越冬していたが、現在では激減している。また三峡ダム建設による、現在の主な越冬地である鄱陽湖での環境の変化が懸念されている。日本にも東京湾（千葉県新浜）で約100羽の越冬群が確認されていたが、1950年以降は定期的に飛来する越冬地は確認されていない。1994年における生息数は50,000羽と推定されている。日本では環境省により、情報不足の指定を受けている。
情報不足（DD）（環境省レッドリスト）